# Whitestown (Indiana)
Pour les articles homonymes, voir Whitestown.
Whitestown est une municipalité américaine située dans le comté de Boone en Indiana. Lors du recensement de 2010, sa population est de 2 867 habitants.

## Géographie
Le village de Whitestown se trouve à l'origine à mi-chemin entre Lebanon, le siège du comté, et Zionsville, dans le centre de l'Indiana.
Selon le Bureau du recensement des États-Unis, la municipalité s'étend en 2010 sur une superficie de 10,46 milles carrés (27,09 km2).

## Histoire
La localité est fondée en 1851 sur les terres d'Abram Neese lors de l'arrivée du Indianapolis, Cincinnati and Lafayette Railroad,,. D'abord appelée New Germantown, elle est renommée Whitetown en l'honneur du sénateur Albert S. White (qui préside alors le chemin de fer local) ou de Lemuel White, premier européen à s'y implanter. Elle devient une importante communauté agricole, et acquiert le statut de municipalité en 1947.
Au début du XXIe siècle, Whitestown connaît une forte croissance grâce à l'annexion de 6 500 acres (2 630 ha) au sud du village historique et le développement de zones industrielles et résidentielles. Elle est plusieurs années de suite la municipalité connaissant la plus forte croissance de l'Indiana.

Whitestown avant les annexions.
Whitestown après les annexions.

## Démographie
La population de Whitestown est estimée à 8 179 habitants au 1er juillet 2017. Celle-ci est plus jeune que l'Indiana et le pays dans son ensemble, avec 37 % de moins de 18 ans (contre environ 23 %) et moins de 5 % de plus de 65 ans (contre environ 15 %).
| Groupe                           | Whitestown (2016) | Indiana (2017) | États-Unis (2017) |
| -------------------------------- | ----------------- | -------------- | ----------------- |
| Blancs                           | 89,4              | 85,4           | 76,6              |
| Afro-Américains                  | 4,3               | 9,7            | 13,4              |
| Métis                            | 2,6               | 2,1            | 2,7               |
| Asiatiques                       | 2,5               | 2,4            | 5,8               |
| Amérindiens                      | 1,0               | 0,4            | 1,3               |
|                                  |                   |                |                   |
| Hispaniques et Latino-Américains | 4,6               | 7,0            | 18,1              |

Le revenu par habitant était en moyenne de 28 053 dollars par an entre 2012 et 2016, supérieur à la moyenne de l'Indiana (26 117 dollars) mais inférieur à la moyenne nationale (29 829 dollars), malgré un revenu médian par foyer largement supérieur (75 183 dollars contre 55 322). Sur cette même période, 9,9 % des habitants de Whitestown vivaient sous le seuil de pauvreté (contre 14,1 % dans l'État et 12,7 % à l'échelle des États-Unis).